# Puriana floridana
Puriana floridana är en kräftdjursart som beskrevs av H.S. Puri 1960. Puriana floridana ingår i släktet Puriana och familjen Trachyleberididae. Inga underarter finns listade i Catalogue of Life.